# Liste des préfets français
Cet article dresse la liste des préfets français ayant actuellement autorité sur un territoire.
Le préfet de région est le préfet du département dans lequel se situe le chef-lieu de la région. 
Les préfets sont nommés par un décret publié au Journal Officiel, qui précise leur affectation ainsi que leur date de prise de fonction.

## En fonction
| Code    | Fonction(s)                                         | Nom et prénom                 | Décision de nomination |
| ------- | --------------------------------------------------- | ----------------------------- | ---------------------- |
| 1       | Ain                                                 | Chantal Mauchet               | 22 mars 2023           |
| 2       | Aisne                                               | Fanny Anor                    | 6 novembre 2024        |
| 3       | Allier                                              | Christophe Noël du Payrat     | 8 janvier 2025         |
| 4       | Alpes-de-Haute-Provence                             | Marc Chappuis                 | 20 juillet 2022        |
| 5       | Hautes-Alpes                                        | Philippe Bailbe               | 23 juillet 2025        |
| 6       | Alpes-Maritimes                                     | Laurent Hottiaux              | 28 avril 2025          |
| 7       | Ardèche                                             | Benoit Trevisani              | 16 juillet 2025        |
| 8       | Ardennes                                            | Christian Chassaing           | 16 juillet 2025        |
| 9       | Ariège                                              | Simon Bertoux                 | 13 juillet 2023        |
| 10      | Aube                                                | Pascal Courtade               | 23 octobre 2024        |
| 11      | Aude                                                | Alain Bucquet                 | 16 juillet 2025        |
| 12      | Aveyron                                             | Claire Chauffour-Rouillard    | 6 novembre 2024        |
| 13      | Bouches-du-Rhône, région Provence-Alpes-Côte d'Azur | Georges-François Leclerc      | 3 janvier 2025         |
| 13 Po   | Préfet de police des Bouches-du-Rhône               | Corinne Simon                 | 16 juillet 2025        |
| 14      | Calvados                                            | Stéphane Bredin               | 13 juillet 2023        |
| 15      | Cantal                                              | Philippe Loos                 | 23 octobre 2024        |
| 16      | Charente                                            | Jérôme Harnois                | 3 juillet 2024         |
| 17      | Charente-Maritime                                   | Brice Blondel                 | 13 juillet 2023        |
| 18      | Cher                                                | Maurice Barate                | 29 juillet 2022        |
| 19      | Corrèze                                             | Vincent Berton                | 15 janvier 2025        |
| 2A      | Corse-du-Sud, région de Corse                       | Eric Jalon                    | 23 juillet 2025        |
| 2B      | Haute-Corse                                         | Michel Prosic                 | 20 juillet 2022        |
| 21      | Côte-d'Or, région Bourgogne-Franche-Comté           | Paul Mourier                  | 10 octobre 2024        |
| 22      | Côtes-d'Armor                                       | François Guillotou de Kérever | 23 octobre 2024        |
| 23      | Creuse                                              | Anne Frackowiak-Jacobs        | 15 mars 2023           |
| 24      | Dordogne                                            | Marie Aubert                  | 6 novembre 2024        |
| 25      | Doubs                                               | Remi Bastille                 | 12 janvier 2024        |
| 26      | Drôme                                               | Marie-Aimée Gaspari           | 30 juillet 2025        |
| 27      | Eure                                                | Charles Giusti                | 31 octobre 2024        |
| 28      | Eure-et-Loir                                        | Hervé Jonathan                | 13 juillet 2023        |
| 29      | Finistère                                           | Louis Le Franc                | 28 avril 2025          |
| 30      | Gard                                                | Jérôme Bonet                  | 13 juillet 2023        |
| 31      | Haute-Garonne, région Occitanie                     | Pierre-André Durand           | 30 janvier 2023        |
| 32      | Gers                                                | Alain Castanier               | 27 novembre 2024       |
| 33      | Gironde, région Nouvelle-Aquitaine                  | Étienne Guyot                 | 11 janvier 2023        |
| 34      | Hérault                                             | François-Xavier Lauch         | 13 septembre 2023      |
| 35      | Ille-et-Vilaine, région Bretagne                    | Amaury de Saint Quentin       | 10 octobre 2024        |
| 36      | Indre                                               | Thibault Lanxade              | 13 juillet 2023        |
| 37      | Indre-et-Loire                                      | Thomas Campeaux               | 6 novembre 2024        |
| 38      | Isère                                               | Catherine Seguin              | 6 novembre 2024        |
| 39      | Jura                                                | Pierre-Edouard Colliex        | 12 mars 2025           |
| 40      | Landes                                              | Gilles Clavreul               | 26 mars 2025           |
| 41      | Loir-et-Cher                                        | Joseph Zimet                  | 23 juillet 2025        |
| 42      | Loire                                               | Muriel Nguyen                 | 30 juillet 2025        |
| 43      | Haute-Loire                                         | Yvan Cordier                  | 13 juillet 2023        |
| 44      | Loire-Atlantique, région Pays de la Loire           | Fabrice Rigoulet-Roze         | 11 janvier 2023        |
| 45      | Loiret, région Centre-Val de Loire                  | Sophie Brocas                 | 13 juillet 2023        |
| 46      | Lot                                                 | Claire Raulin                 | 13 juillet 2023        |
| 47      | Lot-et-Garonne                                      | Daniel Barnier                | 13 juillet 2023        |
| 48      | Lozère                                              | Gilles Quénéhervé             | 6 novembre 2024        |
| 49      | Maine-et-Loire                                      | Philippe Chopin               | 6 septembre 2023       |
| 50      | Manche                                              | Xavier Brunetiere             | 13 juillet 2023        |
| 51      | Marne                                               | Romain Royet                  | 23 juillet 2025        |
| 52      | Haute-Marne                                         | Régine Pam                    | 13 juillet 2023        |
| 53      | Mayenne                                             | Nadège Baptista               | 30 juillet 2025        |
| 54      | Meurthe-et-Moselle                                  | Yves Seguy                    | 23 juillet 2025        |
| 55      | Meuse                                               | Xavier Delarue                | 15 février 2023        |
| 56      | Morbihan                                            | Michaël Galy                  | 7 mai 2025             |
| 57      | Moselle                                             | Pascal Bolot                  | 28 avril 2025          |
| 58      | Nièvre                                              | Fabienne Decottignies         | 23 octobre 2024        |
| 59      | Nord, région Hauts-de-France                        | Bertrand Gaume                | 5 février 2024         |
| 60      | Oise                                                | Jean-Marie Caillaud           | 6 novembre 2024        |
| 61      | Orne                                                | Hervé Tourmente               | 23 juillet 2025        |
| 62      | Pas-de-Calais                                       | Laurent Touvet                | 9 avril 2025           |
| 63      | Puy-de-Dôme                                         | Joel Mathurin                 | 6 septembre 2023       |
| 64      | Pyrénées-Atlantiques                                | Jean-Marie Girier             | 6 novembre 2024        |
| 65      | Hautes-Pyrénées                                     | Jean Salomon                  | 20 juillet 2022        |
| 66      | Pyrénées-Orientales                                 | Pierre Regnault de la Mothe   | 16 juillet 2025        |
| 67      | Bas-Rhin, région Grand Est                          | Jacques Witkowski             | 10 octobre 2024        |
| 68      | Haut-Rhin                                           | Emmanuel Aubry                | 12 juin 2025           |
| 69      | Rhône, région Auvergne-Rhône-Alpes                  | Fabienne Buccio               | 11 janvier 2023        |
| 70      | Haute-Saône                                         | Serge Jacob                   | 23 juillet 2025        |
| 71      | Saône-et-Loire                                      | Dominique Dufour              | 23 juillet 2025        |
| 72      | Sarthe                                              | Sébastien Jallet              | 12 juin 2025           |
| 73      | Savoie                                              | Vanina Nicoli                 | 26 mars 2025           |
| 74      | Haute-Savoie                                        | Emmanuelle Dubée              | 19 mars 2025           |
| 75      | Paris, région Île-de-France                         | Marc Guillaume                | 22 juillet 2020        |
| 75 Po   | Préfet de police de Paris                           | Laurent Nuñez                 | 20 juillet 2022        |
| 76      | Seine-Maritime, région Normandie                    | Jean-Benoît Albertini         | 30 janvier 2023        |
| 77      | Seine-et-Marne                                      | Pierre Ory                    | 6 septembre 2023       |
| 78      | Yvelines                                            | Frédéric Rose                 | 4 mars 2024            |
| 79      | Deux-Sèvres                                         | Simon Fetet                   | 19 mars 2025           |
| 80      | Somme                                               | Rollon Mouchel-Blaisot        | 13 juillet 2023        |
| 81      | Tarn                                                | Laurent Buchaillat            | 21 octobre 2024        |
| 82      | Tarn-et-Garonne                                     | Vincent Roberti               | 22 mars 2023           |
| 83      | Var                                                 | Simon Babre                   | 15 mai 2025            |
| 84      | Vaucluse                                            | Thierry Suquet                | 14 février 2024        |
| 85      | Vendée                                              | Gérard Gavory                 | 3 novembre 2021        |
| 86      | Vienne                                              | Serge Boulanger               | 6 novembre 2024        |
| 87      | Haute-Vienne                                        | François Pesneau              | 13 juillet 2023        |
| 88      | Vosges                                              | Valérie Michel Moreaux        | 5 octobre 2022         |
| 89      | Yonne                                               | Pascal Jan                    | 4 avril 2022           |
| 90      | Territoire de Belfort                               | Alain Charrier                | 6 novembre 2024        |
| 91      | Essonne                                             | Frédérique Camilleri          | 4 mars 2024            |
| 92      | Hauts-de-Seine                                      | Alexandre Brugère             | 31 octobre 2024        |
| 93      | Seine-Saint-Denis                                   | Julien Charles                | 6 novembre 2024        |
| 94      | Val-de-Marne                                        | Etienne Stoskopf              | 6 novembre 2024        |
| 95      | Val-d'Oise                                          | Philippe Court                | 9 mars 2022            |
| 971     | Guadeloupe, région Guadeloupe                       | Thierry Devimeux              | 30 juillet 2025        |
| 972     | Martinique, région Martinique                       | Etienne Desplanques           | 15 janvier 2025        |
| 973     | Guyane, région Guyane                               | Antoine Poussier              | 13 juillet 2023        |
| 974     | La Réunion, région de La Réunion                    | Patrice Latron                | 31 octobre 2024        |
| 975     | Saint-Pierre-et-Miquelon                            | Bruno André                   | 13 juillet 2023        |
| 976     | Mayotte                                             | François-Xavier Bieuville     | 24 février 2024        |
| 977 978 | Saint-Barthélemy et Saint-Martin                    | Cyrille Le Vely               | 15 janvier 2025        |
| 984     | Terres australes et antarctiques françaises         | Florence Jeanblanc Risler     | 5 octobre 2022         |
| 986     | Wallis-et-Futuna                                    | Blaise Gourtay                | 13 juillet 2023        |
| 987     | Polynésie française                                 | Alexandre Rochatte            | 30 juillet 2025        |
| 988     | Nouvelle-Calédonie                                  | Jacques Billant               | 9 avril 2025           |

## Hors cadre
Un préfet hors cadre est un membre du corps préfectoral qui ne dispose pas d'une affectation territoriale. Il est nommé pour une durée limitée afin de remplir une mission de service public décidée par le ministère auquel il est rattaché. 
Fin 2013, le corps préfectoral comptait 75 préfets hors cadre, sans affectation territoriale, dont six sans mission .